# Krystyna Krupska-Wysocka
Krystyna Joanna Krupska-Wysocka (ur. 19 września 1935 w Stołpcach, zm. 9 czerwca 2020 w Warszawie) – polska filmowiec, reżyser filmowy, okazjonalnie aktorka.

## Życiorys
Przy produkcjach filmowych debiutowała w 1959 w ramach współpracy reżyserskiej obrazu Zobaczymy się w niedzielę. Przez kolejne lata zajmowała się zawodowo współpracą reżyserską i realizatorską. W 1970 jako drugi reżyser brała udział w realizacji Gór o zmierzchu. Okazjonalnie występowała w epizodycznych rolach aktorskich. Jest reżyserem kilku filmów (z których Skutki noszenia kapelusza w maju i Ptaszka kwalifikowały się do konkursu głównego Festiwalu Polskich Filmów Fabularnych) oraz spektakli dla Teatru Telewizji. Jej autorskie widowiska telewizyjne i filmy kierowane były głównie do dzieci. Współpracowała z Centrum Sztuki Dziecka w Poznaniu przy programie „Przygoda z filmem”. W 2005 w Teatrze Dramatycznym w Białymstoku wystawiła przedstawienie oparte na powieści Porwanie Baltazara Gąbki.
Była związana ze Stowarzyszeniem Filmowców Polskich, wchodziła w skład zarządu tej organizacji.
W 2011 prezydent Bronisław Komorowski odznaczył ją Krzyżem Oficerskim  Orderu Odrodzenia Polski. W 1988 i w 1994 była nagradzana na Ogólnopolskim Festiwalu Filmów Widowisk Telewizyjnych dla Dzieci i Młodzieży.

## Filmografia
- 1970: Góry o zmierzchu (drugi reżyser)
- 1970: Różaniec z granatów (obsada)
- 1971: Jak daleko stąd, jak blisko (drugi reżyser)
- 1971: Wezwanie (drugi reżyser)
- 1972: Skarb Trzech Łotrów (drugi reżyser)
- 1973: Stracona noc (drugi reżyser)
- 1977: Sam na sam (drugi reżyser)
- 1979: Sekret Enigmy (drugi reżyser)
- 1979: Tajemnica Enigmy (drugi reżyser)
- 1985: Żuraw i czapla (reżyser, autorka scenariusza)
- 1989: Lawa (drugi reżyser)
- 1991: Przeklęta Ameryka (obsada)
- 1993: Skutki noszenia kapelusza w maju (reżyser, autorka scenariusza)
- 1994: Ptaszka (reżyser)